# Kostas Malekos
Kostas Malekos (gr. Κώστας Μαλέκκος, ur. 9 kwietnia 1971 w Nikozji) – cypryjski piłkarz występujący na pozycji pomocnika. Trener piłkarski.

## Kariera klubowa
Malekos karierę rozpoczynał w 1989 roku w Omonii Nikozja. Wraz z tym zespołem zdobył mistrzostwo Cypru (1993), dwa Puchary Cypru (1991, 1994) oraz dwa Superpuchary Cypru (1991, 1994). Na początku 1997 roku przeszedł do greckiego Panathinaikosu. Przez pół roku w jego barwach rozegrał 12 spotkań i zdobył 2 bramki.
W połowie 1997 roku Malekos wrócił do Omonii Nikozja. W 2000 roku wywalczył z nią Puchar Cypru. W tym samym roku odszedł do AEL-u Limassol. Spędził tam rok, a w 2001 roku przeszedł do APOEL-u. W 2002 roku, a także w 2004 roku zdobył z nim mistrzostwo Cypru i Superpuchar Cypru.
Na początku 2005 roku odszedł do Apollonu Limassol. Następnie przez dwa lata grał w Olympiakosie Nikozja. Latem 2007 przeszedł do PAEEK Kirenia, w którym również pełnił funkcję trenera drużyny i gdzie w 2009 roku zakończył karierę.

## Kariera reprezentacyjna
W reprezentacji Cypru Malekos zadebiutował 22 grudnia 1992 roku w wygranym 1:0 towarzyskim meczu z Gruzją. 27 sierpnia 1996 roku w zremisowanym 2:2 towarzyskim meczu z Polską strzelił pierwszego gola w kadrze. W latach 1992–2002 w drużynie narodowej rozegrał 41 spotkań i zdobył 4 bramki.